# Copa Amazonas de Futebol de 1955
O Torneio Dr. Adelino Corrêa Costa ou Taça Amazonas foi um torneio realizado pela Federação Amazonense de Desportos Atléticos como um torneio secundário, antes do Campeonato Amazonense de Futebol de 1955, ambos vencidos pelo Fast Clube

## História
Em virtude da demora no inicio do Campeonato Amazonense de Futebol de 1955, por conta de desentendimentos entre clubes, a federação e outros fatores, a FADA decidiu organizar novamente um torneio secundário, como no ano anterior, para fechar essa lacuna e manter os times em atividade. O torneio foi realizado em turno único, a partir do dia 10 de Julho de 1955, com encerramento em 21 de Agosto do mesmo ano. A Federação resolveu homenagear o Dr. Adelino Corrêa Costa, então presidente do Nacional, dando ao troféu do torneio o seu nome.

## Participantes
O torneio foi disputado por quatro clubes, todos da cidade de Manaus.

## Jogos
Todas as partidas foram realizadas no Estádio Parque Amazonense, obedecendo a regra de um jogo por semana. O último jogo entre Nacional e Fast Clube foi adiado em uma semana por conta de uma breve temporada do Clube da Estrela Azul no Território do Guaporé(atual estado de Rondônia.
- 10 de Julho de 1955 - Fast Clube 6x2 Olímpico
- 17 de Julho de 1955 - Nacional 4x3 América
- 24 de Julho de 1955 - Nacional 2x2 Olímpico
- 31 de Julho de 1955 - Fast Clube 1x0 América[1]
- 7 de Agosto de 1955 - Olímpico vence o América
- 21 de Agosto de 1955 - Nacional 3x3 Fast Clube[2]